# Boštjan Nachbar
Boštjan Nachbar (nacido el 3 de julio de 1980 en Slovenj Gradec) es un exjugador esloveno de baloncesto que jugó durante 20 temporadas como profesional, seis de ellas en la NBA. Actualmente ejerce como ojeador internacional de los Detroit Pistons.

## Carrera

### Europa
Nachbar empezó su carrera profesional en 1997 en el KK Union Olimpija. Con ellos disputó la Euroliga, donde firmó 7 puntos y 2 rebotes de media por partido. En el 2000 fichó por la Benetton Treviso italiana, equipo en el que jugó dos temporadas consiguiendo en la última una liga y una supercopa. Esa misma campaña participó en la Final Four de la Euroliga en Bolonia.
Nachbar es integrante de la selección eslovena de baloncesto. Ha representado a su país en 17 encuentros, dos Eurobaskets y el Mundial de Japón, único donde ha estado presente esta pequeña nación.

### NBA
En el 2002, fue elegido en el Draft de la NBA de 2002 por Houston Rockets en la posición n.º 15, firmando por ellos. En Houston pasó sus tres primeras temporadas con un protagonismo bastante escaso.
En 2004 fue traspasado a New Orleans Hornets junto con Jim Jackson a cambio de David Wesley. En New Orleans cambiaron las cosas, firmó 8.1 puntos y 2.8 rebotes de media por partido en los más de 20 minutos de los que gozó. Sin embargo, al año siguiente volvió a verse relegado al profundo banquillo y fue traspasado a New Jersey a cambio de Marc Jackson, Linton Johnson y dinero. Las buenas maneras que demostró en New Orleans las acabó de ratificar en el primer equipo donde verdaderamente Nachbar se ha sentido importante, los Nets.
Curiosamente, Boki siempre ha cuajado sus mejores actuaciones frente a los Rockets, equipo que lo eligió. Primero marcó su tope en anotación frente a ellos con 21 puntos y con la camiseta de New Orleans. Hoy en día su récord está en 29, también ante Houston y en este caso con su nueva franquicia, New Jersey Nets.
En la temporada 2006-07 tuvo que asumir muchos minutos merced a las bajas de hombres como Richard Jefferson o Nenad Krstić, y respondió sobradamente hasta el punto de convertirse en el jugador más importante de New Jersey saliendo desde el banquillo. Acabó la temporada firmando 9.2 puntos y 3.3 rebotes. Números que incrementaron en la 1.ª ronda de playoffs frente a Toronto Raptors, donde promedió casi 13 puntos, 3 rebotes y cerca de 2 asistencias.

### Retorno a Europa
El 20 de julio de 2008, Nachbar fichó por el Dinamo Moscú ruso por 3 años y 14 millones de dólares.
El 17 de mayo de 2009 rescinde su contrato con el Dinamo de Moscú. En julio de 2009 firmó un contrato de 1 años con opción a otro año más con el Efes Pilsen de la Liga Turca.
En 2011 Nachbar se encontraba sin equipo tras abandonar el Efes Pilsen la temporada anterior. Después de un largo periodo de inactividad, pues tampoco pudo formar con la selección eslovena en el Eurobasket de Lituania, tras lesionarse en el tobillo al poco de empezar la concentración a las órdenes de Bozidar Maljkovic.
En enero de 2012 regresa a Rusia para jugar en el UNICS Kazán, país donde ya jugó en el Dinamo de Moscú en la temporada 2008-09, logrando sus mejores números en Europa: 16,1 puntos, 4,8 rebotes, 2,2 asistencias y 1,4 robos por partido en la Eurocup, siendo designado en el quinteto ideal de la competición. Antes, había pasado seis temporadas en la NBA (Houston Rockets, Oklahoma City Hornets y New Jersey Nets).

## Estadísticas de su carrera en la NBA

### Temporada regular
| Año     | Equipo           | PJ  | PT | MPP  | %TC  | %3P  | %TL  | RPP | APP | ROB | TPP | PPP |
| ------- | ---------------- | --- | -- | ---- | ---- | ---- | ---- | --- | --- | --- | --- | --- |
| 2002–03 | Houston          | 14  | 1  | 5.5  | .355 | .200 | .500 | .8  | .2  | .1  | .1  | 2.1 |
| 2003–04 | Houston          | 45  | 3  | 11.5 | .356 | .365 | .724 | 1.6 | .7  | .3  | .3  | 3.1 |
| 2004–05 | Houston          | 16  | 2  | 12.8 | .349 | .476 | .750 | 1.9 | .6  | .1  | .0  | 3.1 |
| 2004–05 | New Orleans      | 55  | 4  | 20.7 | .397 | .371 | .838 | 2.8 | 1.2 | .5  | .3  | 8.1 |
| 2005–06 | New Orleans/O.C. | 25  | 13 | 16.2 | .339 | .298 | .694 | 2.0 | .9  | .5  | .2  | 5.0 |
| 2005–06 | New Jersey       | 11  | 0  | 8.8  | .375 | .143 | .625 | 1.0 | .5  | .3  | .0  | 2.8 |
| 2006–07 | New Jersey       | 76  | 1  | 20.2 | .457 | .423 | .805 | 3.3 | .8  | .4  | .3  | 9.2 |
| 2007–08 | New Jersey       | 75  | 1  | 22.1 | .402 | .359 | .786 | 3.5 | 1.2 | .6  | .3  | 9.8 |
| Total   | Total            | 317 | 25 | 17.8 | .406 | .375 | .784 | 2.6 | .9  | .4  | .2  | 7.1 |

### Playoffs
| Año     | Equipo     | PJ | PT | MPP  | %TC  | %3P  | %TL   | RPP | APP | ROB | TPP | PPP |
| ------- | ---------- | -- | -- | ---- | ---- | ---- | ----- | --- | --- | --- | --- | --- |
| 2003–04 | Houston    | 5  | 0  | 8.2  | .444 | .333 | 1.000 | 1.2 | .4  | .2  | .0  | 2.8 |
| 2005–06 | New Jersey | 1  | 0  | 1.0  | .000 | .000 | .000  | .0  | .0  | .0  | .0  | .0  |
| 2006–07 | New Jersey | 12 | 0  | 23.4 | .421 | .375 | .955  | 2.9 | 1.5 | .6  | .1  | 9.9 |
| Total   | Total      | 18 | 0  | 17.9 | .423 | .373 | .963  | 2.3 | 1.1 | .4  | .1  | 7.4 |

## Vida personal
Nachbar en alemán significa vecino.
Tiene un hermano menor, Grega, que jugó al baloncesto en la Universidad de Houston.